# Jean Lejeune
Jean Lejeune (Poligny, 1592 — Limoges, 19 de agosto de 1672) foi um sacerdote católico francês Oratoriano e pregador reconhecido pela sua oratória. Por causa da cegueira que adquiriu por volta dos 35 anos de idade ficou conhecido como o "Padre cego"". Ingressou no "Oratório" em 1614.